# العلاقات الكمبودية الكورية الشمالية
العلاقات الكمبودية الكورية الشمالية هي العلاقات الثنائية التي تجمع بين كمبوديا وكوريا الشمالية.

## مقارنة بين البلدين
هذه مقارنة عامة ومرجعية للدولتين:
| وجه المقارنة                                              | كمبوديا                   | كوريا الشمالية                        |
| --------------------------------------------------------- | ------------------------- | ------------------------------------- |
| المساحة (كم2)                                             | 181.03 ألف                | 120.54 ألف                            |
| عدد السكان (نسمة)                                         | 16.01 مليون               | 25.49 مليون                           |
| الكثافة السكانية (ن./كم²)                                 | 88.44                     | 211.47                                |
| العاصمة                                                   | بنوم بنه                  | بيونغيانغ                             |
| اللغة الرسمية                                             | اللغة الخميرية            | لغة كوريا الشمالية القياسية ‏          |
| العملة                                                    | ريال كمبودي، دولار أمريكي | وون كوري شمالي                        |
| الناتج المحلي الإجمالي (بليون دولار)                      | 22.16 مليار               |                                       |
| الناتج المحلي الإجمالي (تعادل القوة الشرائية) بليون دولار | 54.37 مليار               |                                       |
| الناتج المحلي الإجمالي الاسمي للفرد دولار أمريكي          | 1.16 ألف                  |                                       |
| الناتج المحلي الإجمالي للفرد دولار أمريكي                 | 3.26 ألف                  |                                       |
| مؤشر التنمية البشرية                                      | 0.555                     |                                       |
| رمز المكالمات الدولي                                      | +855                      | +850                                  |
| رمز الإنترنت                                              | .kh                       | .kp                                   |
| المنطقة الزمنية                                           | ت ع م+07:00               | ت ع م+08:30، ت ع م+08:30، ت ع م+09:00 |

## منظمات دولية مشتركة
يشترك البلدان في عضوية مجموعة من المنظمات الدولية، منها:
| علم المنظمة | اسم المنظمة              | تاريخ انضمام كمبوديا | تاريخ انضمام كوريا الشمالية |
| ----------- | ------------------------ | -------------------- | --------------------------- |
|             | يونسكو                   | 3 يوليو 1951         | 18 أكتوبر 1974              |
|             | الاتحاد البريدي العالمي  | ?                    | ?                           |
|             | الاتحاد الدولي للاتصالات | 10 أبريل 1952        | ?                           |
|             | الأمم المتحدة            | 14 ديسمبر 1955       | 17 سبتمبر 1991              |
|             | منتدى آسيان الإقليمي ‏    | ?                    | ?                           |

## وصلات خارجية
- موقع وزارة الخارجية الكمبودية
- موقع وزارة الخارجية الكورية الشمالية